# Bakau United
Der Bakau United Football Club ist ein Fußballverein aus Bakau im westafrikanischen Staat Gambia, einem Ort nahe der Hauptstadt Banjul. Der Club spielte in der höchsten Liga im gambischen Fußball in der GFA League First Division. Gegründet wurde der Fußballverein 1996. In der Saison 2014/15 stieg der Verein aus der höchsten Liga ab.
Zum CAF Cup 2006 gelang die Qualifikation.

## Erfolge
- 2005: Pokalgewinn im GFA-Cup

## Bekannte Spieler
- Alagie Nyabally (* 1991), Fußballnationalspieler
- Lamin Conateh (* 1981), bei Bakau United 2005–2007
- Njogu Demba-Nyrén (* 1979), nun bei Esbjerg fB
- Pa Amadou Gai (* 1984), bei Bakau United 1997–2009
- Ousman Koli (* 1988), bei Bakau United 2001–2002
- Musa Yaffa (* 1994), Fußballnationalspieler